# 1-氯-2-溴丙烷
1-氯-2-溴丙烷是一种有机化合物，化学式为C3H6BrCl，属于卤代烃。它可由丙烯和一氯化溴反应，或1,2-二溴丙烷和三氯化铋反应作为副产物得到。它和苯酚钠反应，可以得到(2-氯-1-甲基乙氧基)苯。